# CIDR
Безкласова маршрутизація (англ. Classless Inter-Domain Routing, CIDR) — метод IP-адресації, що дозволяє гнучко керувати простором IP-адрес, не використовуючи жорсткі рамки класової адресації. Використання цього методу дозволяє економно використовувати обмежений ресурс IP-адрес, оскільки можливе застосування різних масок підмереж до різних підмереж.
Концепція безкласової міждоменної маршрутизації (CIDR) була офіційно задокументована у вересні 1993 року (RFC 1517, RFC 1518, RFC 1519 і RFC 1520). Передумовою для впровадження технології CIDR була реальна небезпека нестачі адресного простору при подальшому розширенні Інтернету.
Технології CIDR і VLSM (англ. Variable length subnet mask) дозволяють рекурсивно ділити порції адресного простору на невеликі частини. Основна відмінність між ними в тому, що при використанні маски підмережі змінної довжини рекурсія виконується на адресному просторі, виділеному організації раніше. При цьому схема розподілу простору залишається захована усередині організації (тобто, наприклад, для користувачів в мережі Інтернет подібна схема поділу залишається прозорою і непомітною).

## Принцип роботи
CIDR заміняє традиційні схеми IP-адрес (Class A, Class B, Class C) новою системою, що допускає маскування підмережі змінної довжини. Таким чином IP-адреса та її маска записуються разом. CIDR виглядає так: 192.168.1.0/24. Тут 192.168.1.0 — IP-адреса, а /24 — маска підмережі (subnet mask). Число після / називається довжиною префікса (prefix lenght) і вказує, скільки бітів маски підмережі має бути встановлено на 1. Інші біти маски встановлюються на 0.
Наприклад, довжина префікса /24 відповідає масці 255.255.255.0, оскільки перші 24 біти встановлені на 1. Це дозволяє мати 256 загальних IP-адрес у підмережі, 254 з них доступні для пристроїв (перший і останній зарезервовано для мережевої (network) адреси та широкомовної (broadcast) адреси відповідно).